# 宮崎勝
宮崎 勝（みやざき まさる、1958年3月18日 - ）は、日本の政治家。公明党所属の参議院議員（2期）、参議院外交防衛委員長。

## 概要
埼玉県立松山高等学校、埼玉大学工学部卒業後、公明党の機関紙である公明新聞の記者を務める。
2010年、第22回参議院議員通常選挙に参議院比例区より立候補し落選。
2015年、公明党中央幹事会の役員となる。
2016年、第24回参議院議員通常選挙に参議院比例区より立候補し初当選。党からは重点候補者と見なされていなかったため、比例代表で最も個人得票が少ない当選者となった（18,571票)。なお2017年、長沢広明の参議院議員辞職に伴い、宮崎の得票を下回る個人得票7,489票の竹内真二が繰り上げ当選することになった。
2022年、第26回参議院議員通常選挙に参議院比例区より立候補し前回と同じく公明党の候補者で7位の得票となったが、公明党が比例で6議席の配分となったため次点で落選。前回と異なり党からは重点候補者とされていたが、票の割り振りの関係上他の候補者に比べて少ない個人得票となった。しかし、選挙後に比例で当選した同党の熊野正士が自身の不祥事が発覚したことを理由に同年9月30日に議員を辞職したことから、同年10月6日に宮崎の繰り上げ当選が中央選挙管理会において決定し、翌7日の官報告示により正式に2期目の参議院議員に就任した。
2025年8月1日、参議院外交防衛委員長に就任。

## 政策・主張
- 安保法制は今の法制でよい[15]。
- 憲法改正に賛成[15]。
- 憲法9条の改正に反対[15]。
- 緊急事態条項の創設に反対[15]。
- 政治的公平性を欠く放送を繰り返した放送局に対し、電波停止を命じる可能性に言及した高市早苗総務相の姿は問題とは思わない[15]。
- 来年4月の消費税率10%への引き上げについて、法改正し、引き上げを延期または中止すべきだ[15]。
- アベノミクスの恩恵は、地方や中小企業に及んでいるとは思わない[15]。
- 環太平洋パートナーシップ協定に賛成[15]。
- 原発は当面は必要だが、将来的には廃止すべきだ[15]。
- 米軍普天間飛行場は辺野古に移設すべき[15]。
- 核武装について、将来にわたって検討すべきでない[15]。
- 受動喫煙防止を目的に飲食店などの建物内を原則禁煙とする健康増進法改正に反対。2016年の参院選に先駆けて行われた受動喫煙防止についての公開アンケートにおいて、レストランやバーを含む一般市民が出入りする場所は、2020年までに「罰則なしの分煙とするべきである」と回答している[16]。

## 選挙歴
| 当落 | 選挙                     | 執行日         | 年齢 | 選挙区       | 政党   | 得票数    | 得票率 | 定数 | 得票順位 /候補者数 | 政党内比例順位 /政党当選者数 |
| ---- | ------------------------ | -------------- | ---- | ------------ | ------ | --------- | ------ | ---- | ------------------ | ---------------------------- |
| 落   | 第22回参議院議員通常選挙 | 2010年07月11日 | 52   | 参議院比例区 | 公明党 | 2634票    | ーー   | 48   | 14/17              | 14/6                         |
| 当   | 第24回参議院議員通常選挙 | 2016年07月10日 | 58   | 参議院比例区 | 公明党 | 1万8571票 | ーー   | 50   | 7/17               | 7/7                          |
| 繰当 | 第26回参議院議員通常選挙 | 2022年07月10日 | 64   | 参議院比例区 | 公明党 | 9695票    | ーー   | 50   | 7/17               | 7/6                          |